# Окупація (фільм, 2018)
Окупація (англ. Occupation) — австралійський науково-фантастичний бойовик 2018 року, режисер Люк Спарк; сценаристи Люк Спарк й Фелікс Вільямсон. Продюсери Карлі та Кармел Імрі.

## Сюжет
Жителі австралійського містечка, які вижили після руйнівного позаземного вторгнення, повинні об'єднатися, щоб завдати удару у відповідь по інопланетним ворогам.
Зрештою вони об'єднуються з залишками австралійської армії для остаточного удару, наслідки якого матимуть вплив не тільки на них, але і на весь світ.

## В ролях
| Актор            | Роль |
| ---------------- | ---- |
| Ден Евінг        |      |
| Темуера Моррісон |      |
| Стефані Якобсен  |      |
| Ріаннон Фіш      |      |
| Чарлз Месьюр     |      |
| Фелікс Вільямсон |      |
| Жаклін Маккензі  |      |
| Аарон Джеффрі    |      |
| Брюс Спенс       |      |
| Рой Біллінг      |      |